# لي إيون-غو (لاعبة جمباز فني)
لي إيون-غو (الكورية: 이은주) هي لاعبة جمباز فني كورية جنوبية، ولدت في 5 مارس 1999 في شيمونوسيكي في اليابان.

## وصلات خارجية
- لي إيون-غو على موقع الاتحاد الدولي للجمباز (licence) (الإنجليزية)
- لي إيون-غو على موقع الاتحاد الدولي للجمباز (biography) (الإنجليزية)
- لي إيون-غو على موقع اللجنة الأولمبية الدولية (الإنجليزية)
- لي إيون-غو على موقع أوليمبيديا (الإنجليزية)